# 4774 Hobetsu
4774 Hobetsu è un asteroide della fascia principale. Scoperto nel 1991, presenta un'orbita caratterizzata da un semiasse maggiore pari a 2,2375735 UA e da un'eccentricità di 0,0847190, inclinata di 3,63094° rispetto all'eclittica.